# Хлебороб (Алтайский край)
Хлеборо́б — посёлок в Поспелихинском районе Алтайского края. Административный центр Борковского сельсовета.

## История
Посёлок основан в 1927 году как одноимённая трудовая коммуна. С 1950 года — центральная усадьба колхоза «Заветы Ильича».

## Население
| 1997 | 1998 | 1999 | 2000 | 2001 | 2002 | 2003 | 2004 | 2005 | 2006 |
| ---- | ---- | ---- | ---- | ---- | ---- | ---- | ---- | ---- | ---- |
| 847  | ↘810 | ↘798 | ↗800 | ↗858 | ↘791 | ↗793 | ↗794 | ↘772 | ↘765 |
| 2007 | 2008 | 2009 | 2010 | 2011 | 2012 | 2013 | 2014 |      |      |
| ↘745 | ↘730 | ↘725 | ↘710 | ↘706 | ↘703 | ↘691 | ↗710 |      |      |

Национальный состав
Согласно результатам переписи 2002 года, в национальной структуре населения русские составляли 79 %.